# Dolenja vas (gmina Novo mesto)
Dolenja vas – wieś w Słowenii, w gminie miejskiej Novo mesto. W 2018 roku liczyła 84 mieszkańców. 